# Klein Grünhorn
Klein Grünhorn (alternativt: Kleines Grünhorn) är ett berg i kommunen Fieschertal i kantonen Valais i Schweiz. Det är beläget i Bernalperna, cirka 65 kilometer sydost om huvudstaden Bern. Berget ligger strax norr om Gross Grünhorn. Toppen på Klein Grünhorn är 3 912 meter över havet.